# Ollie Hoskins
Oliver Matthew David Hoskins (Perth, 6 de marzo de 1993), más conocido como Ollie Hoskins, es un exjugador profesional australiano de rugby que se desempeñaba en la posición de pilar derecho.

## Carrera
En 2014 comenzó su carrera deportiva debutando con el equipo Western Force ante Waratahs en el Super Rugby. 
Después estuvo una temporada en el Perth Spirit, sin embargo a la temporada siguiente fichó por el London Irish  de la RFU Championship, con el cual ascendió a la Premiership Rugby y estuvo 7 temporadas disputando alrededor de 170 partidos. 
Tras la salida del London Irish de la Premiership por problemas financieros fichó por el Saracens,  donde estuvo dos temporadas hasta su retirada.